# Hélène Vacaresco

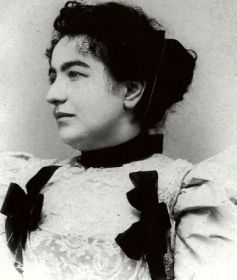
Hélène Vacaresco (um 1890)

Hélène Vacaresco, rumänisch Elena Văcărescu (* 21. September 1864 in Bukarest; † 17. Februar 1947 in Paris) war eine rumänisch-französische Schriftstellerin und zweifache Preisträgerin der Académie française. Sie wurde vom französischen Außenminister Joseph Paul-Boncour und Paul Éluard zur „Botschafterin der rumänischen Kultur“ ernannt.

## Leben
Hélène war eine Tochter des rumänischen Bojaren Ioan Văcărescu, dieser fiel im Russisch-Osmanischen Krieg (1877–1878), und seiner Ehefrau Eufrosina Fălcoianu, einer Nachfahrin des Fürsten der Walachei, Mihai Viteazul. Sie war die Enkelin des Dichters Iancu Văcărescu (1786–1863). Sie wuchs auf dem Familiengut in der Nähe von Târgoviște auf und wurde ausschließlich zu Hause von Gouvernanten und Tutoren mit Hilfe der väterlichen Bibliothek unterrichtet. Neben Geographie, Geschichte, Mathematik, Kunst, Tanz und Musik lernte Hélène auch Französisch und Englisch.

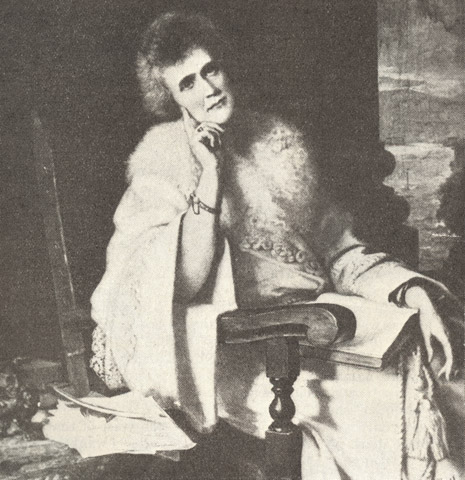
Königin Elisabeth von Rumänien; alias Carmen Silva (um 1885)

In den 1880er Jahren studierte Vacaresco Französische Literatur an der renommierten Sorbonne in Paris, wo sie auch Victor Hugo traf. Zur selben Zeit besuchte sie auch Kurse der Philosophie, Ästhetik und Geschichte, aber auch Poesie unter der Leitung des Schriftstellers und ersten Nobelpreisträger für Literatur Sully Prudhomme.

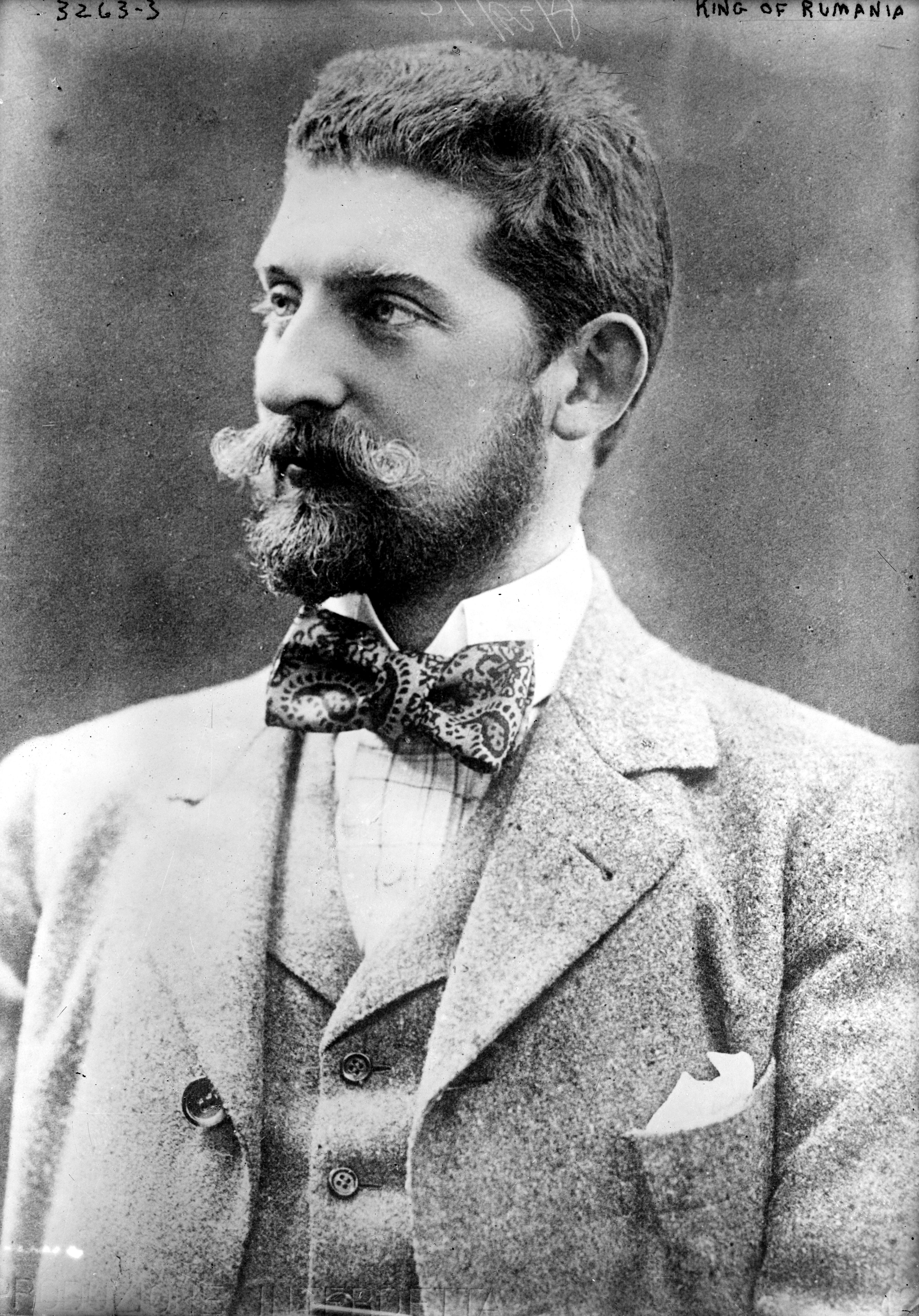
Prinz Ferdinand in Zivil (um 1900)

Im Jahr 1888 wurde Vacaresco durch ihre literarischen Erfolge von der rumänischen Königin Elisabeth, auch bekannt unter deren Pseudonym Carmen Silva, in den Königspalast von Bukarest eingeladen. Nach dem frühen Tod ihrer Tochter Maria (1870–1874 an Scharlach) übertrug die Monarchin ihre mütterliche Liebe auf die junge Schriftstellerin. In den folgenden Jahren etablierte sie sich als deren Ehrendame und begleitete sie auf deren Reisen nach Deutschland, Österreich, Großbritannien, Spanien, Portugal, Russland und Serbien. 1889 verliebte sich Vacaresco in den deutschstämmigen Prinzen Ferdinand von Hohenzollern-Sigmaringen (1865–1927), ein Neffen und Thronfolger von König Karl I., und im Mai 1891 feierten sie ihre Verlobung. Aber nach der Verfassung von 1866 war es dem rumänischen Thronfolger untersagt, eine Einheimische zu heiraten. Als Folge dieser Ereignisse wurde Königin Elisabeth, die die Liebesaffäre gut hieß, unter dem Vorwand eines Nervenleidens ins Ausland geschickt. Während Vacaresco im Pariser Exil lebte, heiratete Prinz Ferdinand – der zweite Sohn des Fürsten Leopold von Hohenzollern-Sigmaringen und der Infantin Antonia Maria von Portugal aus dem Haus Sachsen-Coburg und Gotha – 1893 die Prinzessin Marie von Edinburgh, die eine Enkelin der britischen Königin Victoria und des russischen Zaren Alexander II. war.
In ihrem Haus in der Rue Washington unterhielt Hélène Vacaresco einen erfolgreichen Literarischen Salon und veröffentlichte einige ihrer Artikel in französischen Zeitschriften, unter anderem in der «Revue des deux mondes», «Revue de Paris», «L’Illustration», «Le Figaro», «The Contemporary Revue» und «The Magasine». Sie war auch als Übersetzerin für Mihai Eminescu, Lucian Blaga, Octavian Goga, George Topîrceanu, Ion Minulescu und Ion Vinea tätig.

## Ämter und Ehrungen
- 1912 Mitbegründerin des «Cercle des Annales»
- 1919 Mitglied der rumänischen Delegation à la Conférence de Paix de Paris
- 1925 Mitglied de l’Académie Roumaine
- 1925 zweifache Auszeichnung an der Académie Français (für die Gedichte Les Chants d'Aurore und Le Rhapsode de la Dâmbovitza)
- 1927 Auszeichnung der Legion d'Honneur
- 1930 Vertreterin de l’Éducation Nationale Français dans le jury de la Société «Latinitas»
- 1945 Kulturattaché der Légation de Roumanie et déléguée pour l’institut International de Coopération International

## Primärliteratur

### Gedichte
- 1886 Chants d'Aurore
- 1896 L'âme sereine
- 1903 Lueurs et Flammes
- 1908 Le Jardin passioné
- 1914 La Dormeuse éveillée

### Volkslieder
- 1889 Le Rhapsode de la Dâmbovița
- 1907 Nuits d'Orient
- 1927 Dans l'or du soir

### Romane
- 1908 Amor vincit
- 1911 Le Sortilege

### Autobiographien
- 1945 Memorial sur le mode mineur
- Le Roman de ma vie
- [Autobiografie], in: Elga Kern (Hrsg.): Führende Frauen Europas. In 25 Selbstschilderungen. Neue Folge. München : E. Reinhardt, 1930, S. 187–193

### Theaterstücke
- Stana, 1904
- Pe urma dragostei